# Bahía de Alicante
La bahía de Alicante (en valenciano, Badia d'Alacant), también referida como golfo de Alicante en algunos mapas oficiales, es una bahía ubicada en la provincia de Alicante (España) delimitada por el cabo de las Huertas al norte y por el cabo de Santa Pola al sur. Su costa, que tiene una longitud superior a los 25 km, recorre parcialmente los términos municipales de Alicante, Elche y Santa Pola. El núcleo urbano de Alicante y su puerto están situados frente a la bahía.